# Banjani
 Ovo je glavno značenje pojma Banjani. Za druga značenja pogledajte Banjani (razdvojba).
Banjani su staro hrvatsko pleme nekada naseljeno blizu rijeke Une u župi Mali Pset, za koje je ustanovljeno da je današnja Bosanska Krupa). Selo što su ga naseljavali isprva se nazivalo Banja, pa otuda i ime. U crkvenoj organizaciji psetsko područje pripadalo je kninskoj biskupiji. Selo je kasnije prozvano Banjani i pripalo je sa psetskim područjem zagrebačkoj župi, ali je crkveno i dalje ostalo pod kninskom biskupijom. U vrijeme prodiranja Turaka u Banjanima se nalazila straža Vojne krajine. Osvajanjem područja (1575-1578) naseljenog Banjanima, mnoge porodice poprimile su islam. Mnogi tada iseliše u sjevernije hrvatske krajeve, ili su se pomiješali sa susjednim hrvatskim plemenima u Bužimu i drugdje, koji su također prešli na muslimansku vjeru. Od banjanskih prezimena spominju se Maličevići, Kovačići, Vugrini i Pribegi.
Na opustošeno hrvatsko tlo, Turci su naselili Srbe s Lima i Ibra, dok je današnje porijeklom iz Like i Dalmacije došlo u 19. stoljeću.